# Campeonato Europeo Sub-18 1971
El Campeonato Europeo Sub-18 1971 se llevó a cabo en Checoslovaquia del 22 al 30 de mayo y contó con la participación de 16 selecciones juveniles de Europa provenientes de una fase eliminatoria.
Inglaterra venció en la final a Portugal para conseguir el cuarto título de su historia.

## Eliminatoria

### Fase de grupos

#### Grupo 1
| País         | J | G | E | P | GF | GC | GD  | Pts |
| ------------ | - | - | - | - | -- | -- | --- | --- |
| Bélgica      | 4 | 3 | 1 | 0 | 10 | 3  | +7  | 7   |
| Países Bajos | 4 | 2 | 1 | 1 | 9  | 3  | +6  | 5   |
| Luxemburgo   | 4 | 0 | 0 | 4 | 1  | 14 | –13 | 0   |

|  | Bélgica      | 4–1 | Luxemburgo   |
|  | Países Bajos | 4–0 | Luxemburgo   |
|  | Bélgica      | 1–0 | Países Bajos |
|  | Luxemburgo   | 0–3 | Bélgica      |
|  | Luxemburgo   | 0–3 | Países Bajos |
|  | Países Bajos | 2–2 | Bélgica      |

#### Grupo 2
| País      | J | G | E | P | GF | GC | GD | Pts |
| --------- | - | - | - | - | -- | -- | -- | --- |
| Suecia    | 2 | 2 | 0 | 0 | 9  | 1  | +8 | 4   |
| Noruega   | 2 | 1 | 0 | 1 | 2  | 3  | –1 | 2   |
| Finlandia | 2 | 0 | 0 | 2 | 1  | 8  | –7 | 0   |

|  | Suecia  | 6–1 | Finlandia |
|  | Noruega | 0-3 | Suecia    |
|  | Noruega | 2–0 | Finlandia |

#### Grupo 3
| País     | J | G | E | P | GF | GC | GD  | Pts |
| -------- | - | - | - | - | -- | -- | --- | --- |
| Gales    | 4 | 2 | 2 | 0 | 9  | 2  | +7  | 6   |
| Escocia  | 4 | 2 | 1 | 1 | 7  | 4  | +3  | 5   |
| Islandia | 4 | 0 | 1 | 3 | 4  | 14 | –10 | 1   |

|  | Islandia | 1–1 | Gales    |
|  | Islandia | 1–3 | Escocia  |
|  | Escocia  | 4–1 | Islandia |
|  | Gales    | 6–1 | Islandia |
|  | Escocia  | 0–2 | Gales    |
|  | Gales    | 0–0 | Escocia  |

#### Grupo 4
| País     | J | G | E | P | GF | GC | GD | Pts |
| -------- | - | - | - | - | -- | -- | -- | --- |
| Bulgaria | 4 | 2 | 2 | 0 | 5  | 3  | +2 | 6   |
| Rumania  | 4 | 1 | 2 | 1 | 3  | 3  | 0  | 4   |
| Turquía  | 4 | 0 | 2 | 2 | 3  | 5  | –2 | 2   |

|  | Bulgaria | 3–2 | Turquía  |
|  | Rumania  | 0–0 | Turquía  |
|  | Bulgaria | 1–0 | Rumania  |
|  | Rumania  | 1–1 | Bulgaria |
|  | Turquía  | 1–2 | Rumania  |
|  | Turquía  | 0–0 | Bulgaria |

### Eliminación Directa
| Equipo 1         | Agr. | Equipo 2 | Ida | Vuelta |
| ---------------- | ---- | -------- | --- | ------ |
| Portugal         | 3–2  | Francia  | 3–2 | 0–0    |
| Malta            | 0–2  | Suiza    | 0–0 | 0–2    |
| Alemania Federal | 1–0  | Italia   | 0–0 | 1–0    |
| Polonia          | 1–0  | Hungría  | 0–0 | 1–0    |

## Clasificados
| - Austria - Bélgica - Bulgaria - Checoslovaquia (anfitrión) | - Alemania Democrática - Inglaterra - Alemania Federal - Grecia | - Polonia - Portugal - Unión Soviética - España | - Suecia - Suiza - Gales - Yugoslavia |

## Fase de grupos

### Grupo A
| País     | J | G | E | P | GF | GC | GD | Pts |
| -------- | - | - | - | - | -- | -- | -- | --- |
| Portugal | 3 | 3 | 0 | 0 | 3  | 0  | +3 | 6   |
| España   | 3 | 1 | 1 | 1 | 2  | 2  | 0  | 3   |
| Suiza    | 3 | 1 | 0 | 2 | 1  | 2  | –1 | 2   |
| Austria  | 3 | 0 | 1 | 2 | 1  | 3  | –2 | 1   |

| 22 mayo | Austria  | 1–1 | España  |
|         | Portugal | 1–0 | Suiza   |
| 24 mayo | Portugal | 1–0 | Austria |
|         | España   | 1–0 | Suiza   |
| 26 mayo | Suiza    | 1–0 | Austria |
|         | Portugal | 1–0 | España  |

### Grupo B
| País            | J | G | E | P | GF | GC | GD | Pts |
| --------------- | - | - | - | - | -- | -- | -- | --- |
| Unión Soviética | 3 | 2 | 1 | 0 | 10 | 4  | +6 | 5   |
| Bélgica         | 3 | 2 | 1 | 0 | 8  | 3  | +5 | 5   |
| Gales           | 3 | 0 | 1 | 2 | 3  | 5  | –2 | 1   |
| Bulgaria        | 3 | 0 | 1 | 2 | 2  | 11 | –9 | 1   |

| 22 mayo | Unión Soviética | 5–0 | Bulgaria        |
|         | Bélgica         | 1–0 | Gales           |
| 24 mayo | Unión Soviética | 2–2 | Bélgica         |
|         | Bulgaria        | 1–1 | Gales           |
| 26 mayo | Gales           | 2-3 | Unión Soviética |
|         | Bélgica         | 5–1 | Bulgaria        |

### Grupo C
| País                 | J | G | E | P | GF | GC | GD | Pts |
| -------------------- | - | - | - | - | -- | -- | -- | --- |
| Alemania Democrática | 3 | 2 | 1 | 0 | 10 | 4  | +6 | 5   |
| Checoslovaquia       | 3 | 1 | 2 | 0 | 5  | 3  | +2 | 4   |
| Grecia               | 3 | 1 | 0 | 2 | 6  | 10 | –4 | 2   |
| Alemania Federal     | 3 | 0 | 1 | 2 | 3  | 7  | –4 | 1   |

| 22 mayo | Alemania Democrática | 5–1 | Grecia               |
|         | Checoslovaquia       | 0–0 | Alemania Federal     |
| 24 mayo | Alemania Democrática | 2–2 | Checoslovaquia       |
|         | Grecia               | 4–2 | Alemania Federal     |
| 26 mayo | Alemania Federal     | 1-3 | Alemania Democrática |
|         | Checoslovaquia       | 3–1 | Grecia               |

### Grupo D
| País       | J | G | E | P | GF | GC | GD | Pts |
| ---------- | - | - | - | - | -- | -- | -- | --- |
| Inglaterra | 3 | 2 | 1 | 0 | 2  | 0  | +2 | 5   |
| Yugoslavia | 3 | 2 | 0 | 1 | 8  | 4  | +4 | 4   |
| Polonia    | 3 | 0 | 2 | 1 | 2  | 6  | –4 | 2   |
| Suecia     | 3 | 0 | 1 | 2 | 3  | 5  | –2 | 1   |

| 22 mayo | Polonia    | 1–1 | Suecia     |
|         | Inglaterra | 1–0 | Yugoslavia |
| 24 mayo | Yugoslavia | 5–1 | Polonia    |
|         | Suecia     | 0-1 | Inglaterra |
| 26 mayo | Inglaterra | 0–0 | Polonia    |
|         | Yugoslavia | 3–2 | Suecia     |

## Fase Final
|  | Semifinales          | Semifinales       |   |                               | Final             | Final |  |
|  |                      |                   |   |                               |                   |       |  |
|  |                      |                   |   |                               |                   |       |  |
|  | Praga, 28 de mayo    |                   |   |                               |                   |       |  |
|  | Alemania Democrática | 1                 |   |                               |                   |       |  |
|  | Portugal             | 2                 |   |                               |                   |       |  |
|  |                      |                   |   |                               |                   |       |  |
|  |                      |                   |   |                               | Praga, 28 de mayo |       |  |
|  |                      |                   |   |                               | Inglaterra        | 3     |  |
|  |                      | Portugal          | 0 |                               |                   |       |  |
|  |                      |                   |   |                               |                   |       |  |
|  |                      |                   |   |                               |                   |       |  |
|  |                      |                   |   |                               | Tercer lugar      |       |  |
|  | Praga, 28 de mayo    | Praga, 28 de mayo |   | Praga, 28 de mayo             | Praga, 28 de mayo |       |  |
|  | Unión Soviética      | 1                 |   | Alemania Democrática (DP 5-3) | 1                 |       |  |
|  | Inglaterra (DP 2-4)  | 1                 |   |                               | Unión Soviética   | 1     |  |

## Campeón
| Eurocopa Sub-18 1971  |
| --------------------- |
| Bandera de Inglaterra |
| Inglaterra 4º Título  |